# Finn Ole Becker
Finn Ole Becker, né le 8 juin 2000 à Elmshorn en Allemagne, est un footballeur allemand qui évolue au poste de milieu central au TSG Hoffenheim.

## Biographie

### FC Sankt Pauli
Natif de Elmshorn en Allemagne, Finn Ole Becker passe par l'Holsatia Elmshorn avant d'être formé avec le FC Sankt Pauli à partir de 2011. Le 19 octobre 2019, Becker prolonge son contrat avec son club formateur jusqu'en 2022. Le club évolue en deuxième division lorsqu'il joue son premier match en professionnel, le 14 avril 2019 face à l'Arminia Bielfeld, en championnat. Il entre en jeu à la place de Ryo Miyaichi lors de cette rencontre qui se solde par un match nul (1-1).
Finn Ole Becker s'impose comme un joueur régulier de l'équipe première lors de la saison 2019-2020, où il est considéré comme le jeune joueur le plus prometteur du club. Le 29 septembre 2019, Becker inscrit son premier but en professionnel en ouvrant le score sur un service de Mats Møller Dæhli lors de la victoire de son équipe face au SV Sandhausen (2-0).

### TSG Hoffenheim
En fin de contrat avec le FC Sankt Pauli au 30 juin 2022, Finn Ole Becker s'engage librement avec le TSG 1899 Hoffenheim au 1er juillet 2022. Le transfert est annoncé dès le 29 janvier.
Becker joue son premier match pour Hoffenheim le 14 octobre 2022, contre le FC Schalke 04. Il s'agit également de sa première apparition en Bundesliga. Il entre en jeu et son équipe l'emporte par trois buts à zéro.

### En sélection
Finn Ole Becker connaît plusieurs sélections avec les équipes de jeunes d'Allemagne. Il débute avec les moins de 18 ans, faisant au total trois apparitions, toutes en 2017.
Avec les moins de 20 ans il joue son premier match le 5 septembre 2019 contre la Tchéquie (victoire 4-2 de l'Allemagne).
Il joue son premier match avec l'équipe d'Allemagne espoirs le 2 septembre 2021 contre Saint-Marin. Il est titularisé et son équipe l'emporte largement par six buts à zéro.

## Statistiques
| Saison                | Club                  | Championnat           | Championnat | Championnat | Coupe(s) nationale(s) | Coupe(s) nationale(s) | Compétition(s) continentale(s) | Compétition(s) continentale(s) | Compétition(s) continentale(s) | Total | Total |
| Saison                | Club                  | Division              | M.          | B.          | M.                    | B.                    | Comp.                          | M.                             | B.                             | M.    | B.    |
| 2018-2019             | FC St. Pauli          | 2.Bundesliga          | 5           | 0           | -                     | -                     | -                              | -                              | -                              | 5     | 0     |
| 2019-2020             | FC St. Pauli          | 2.Bundesliga          | 28          | 1           | 1                     | 0                     | -                              | -                              | -                              | 29    | 1     |
| 2020-2021             | FC St. Pauli          | 2.Bundesliga          | 30          | 1           | -                     | -                     | -                              | -                              | -                              | 30    | 1     |
| 2021-2022             | FC St. Pauli          | 2.Bundesliga          | 21          | 2           | 3                     | 0                     | -                              | -                              | -                              | 24    | 2     |
| Sous-total            | Sous-total            | Sous-total            | 84          | 4           | 4                     | 0                     | -                              | -                              | -                              | 88    | 4     |
| 2022-2023             | TSG Hoffenheim        | Bundesliga            | 13          | 0           | 1                     | 0                     | -                              | -                              | -                              | 14    | 0     |
| 2023-2024             | TSG Hoffenheim        | Bundesliga            | 22          | 0           | 1                     | 0                     | -                              | -                              | -                              | 23    | 0     |
| Sous-total            | Sous-total            | Sous-total            | 35          | 0           | 2                     | 0                     | -                              | 0                              | 0                              | 37    | 0     |
| Total sur la carrière | Total sur la carrière | Total sur la carrière | 119         | 4           | 6                     | 0                     | -                              | 0                              | 0                              | 125   | 4     |